# Ko Hyung-jin
Ko Hyung-jin (Koreaans: 고형진) (20 juni 1982) is een Zuid-Koreaans voetbalscheidsrechter. Hij is in dienst van FIFA en AFC sinds 2009. Ook leidt hij wedstrijden in de K-League.
Op 8 augustus 2010 leidde Ko zijn eerste interland, toen China met 1–0 won van Letland. Tijdens dit duel gaf de Zuid-Koreaanse leidsman één gele kaart. In 2012 was hij als scheidsrechter actief op de AFC Challenge Cup. Hier leidde hij twee wedstrijden. Twee jaar later werd Ko opnieuw opgeroepen voor het toernooi. Nu floot hij drie wedstrijden, waaronder een van de twee halve finales, tussen Palestina en Afghanistan. Palestina won met 2–0 en Ko trok vijfmaal een gele kaart. In juni 2015 was de Zuid-Koreaan voor het eerst scheidsrechter bij een kwalificatietoernooi voor het WK voetbal. India verloor met 1–2 van Oman en Ko gaf drie spelers een gele kaart. Ook kreeg Oman een strafschop, die verzilverd werd.

## Interlands
| Datum            | Plaats                 | Wedstrijd                   | Uitslag | Competitie                      | Kreeg geel | Kreeg voor de tweede keer geel en dus rood | Weggestuurd |
| ---------------- | ---------------------- | --------------------------- | ------- | ------------------------------- | ---------- | ------------------------------------------ | ----------- |
| 17 november 2010 | Kunming, China         | China – Letland             | 1 – 0   | Vriendschappelijk               | 1          | 0                                          | 0           |
| 18 december 2010 | Zhuhai, China          | China – Estland             | 3 – 0   | Vriendschappelijk               | 2          | 0                                          | 0           |
| 15 maart 2011    | Ulaanbaatar, Mongolië  | Mongolië – Filipijnen       | 2 – 1   | Challenge Cup 2012 kwalificatie | 5          | 0                                          | 0           |
| 5 juni 2011      | Kunming, China         | China – Oezbekistan         | 1 – 0   | Vriendschappelijk               | 0          | 0                                          | 0           |
| 10 maart 2012    | Kathmandu, Nepal       | Palestina – Turkmenistan    | 0 – 0   | Challenge Cup 2012              | 7          | 0                                          | 0           |
| 16 maart 2012    | Kathmandu, Nepal       | Turkmenistan – Filipijnen   | 2 – 1   | Challenge Cup 2012              | 5          | 0                                          | 1           |
| 8 juni 2012      | Wuhan, China           | China – Vietnam             | 3 – 0   | Vriendschappelijk               | 0          | 0                                          | 0           |
| 11 december 2012 | Farwaniya, Koeweit     | Libanon – Palestina         | 0 – 1   | WAFF Cup 2012                   | 5          | 1                                          | 0           |
| 16 december 2012 | Koeweit, Koeweit       | Syrië – Jordanië            | 2 – 1   | WAFF Cup 2012                   | 6          | 1                                          | 0           |
| 4 maart 2013     | Yangon, Myanmar        | Chinees Taipei – Myanmar    | 1 – 1   | Challenge Cup 2014 kwalificatie | 3          | 0                                          | 0           |
| 5 maart 2014     | Muscat, Oman           | Oman – Singapore            | 3 – 1   | AK 2015 kwalificatie            | 1          | 0                                          | 0           |
| 20 mei 2014      | Addu City, Malediven   | Turkmenistan – Laos         | 2 – 2   | Challenge Cup 2014              | 4          | 0                                          | 0           |
| 23 mei 2014      | Addu City, Malediven   | Kirgizië – Myanmar          | 2 – 2   | Challenge Cup 2014              | 6          | 0                                          | 0           |
| 27 mei 2014      | Malé, Malediven        | Palestina – Afghanistan     | 2 – 2   | Challenge Cup 2014              | 5          | 0                                          | 0           |
| 14 oktober 2014  | Changsha, China        | China – Paraguay            | 2 – 1   | Vriendschappelijk               | 3          | 0                                          | 0           |
| 11 juni 2015     | Bangalore, India       | India – Oman                | 1 – 2   | WK 2018 kwalificatie            | 4          | 0                                          | 0           |
| 8 oktober 2015   | Doha, Qatar            | Qatar – China               | 1 – 0   | WK 2018 kwalificatie            | 4          | 0                                          | 0           |
| 14 januari 2017  | Nanning, China         | China – Kroatië             | 1 – 1   | Vriendschappelijk               | 3          | 0                                          | 0           |
| 16 oktober 2018  | Saitama, Japan         | Japan – Uruguay             | 4 – 3   | Vriendschappelijk               | 2          | 0                                          | 0           |
| 9 januari 2019   | Sharjah, VAE           | Oezbekistan – Oman          | 2 – 1   | AK 2019                         | 2          | 0                                          | 1           |
| 5 september 2019 | Jakarta, Indonesië     | India – Maleisië            | 2 – 3   | WK 2022 kwalificatie            | 1          | 0                                          | 0           |
| 15 juni 2021     | Riyad, Saoedi-Arabië   | Saoedi-Arabië – Oezbekistan | 3 – 0   | WK 2022 kwalificatie            | 6          | 0                                          | 0           |
| 2 september 2021 | Doha, Qatar            | Australië – China           | 3 – 0   | WK 2022 kwalificatie            | 3          | 0                                          | 0           |
| 11 november 2021 | Parramatta, Australië  | Australië – Saoedi-Arabië   | 0 – 0   | WK 2022 kwalificatie            | 3          | 0                                          | 0           |
| 16 november 2021 | Muscat, Oman           | Oman – Japan                | 0 – 1   | WK 2022 kwalificatie            | 2          | 0                                          | 0           |
| 27 januari 2022  | Melbourne, Australië   | Australië – Vietnam         | 4 – 0   | WK 2022 kwalificatie            | 3          | 0                                          | 0           |
| 1 februari 2022  | Saitama, Japan         | Japan – Saoedi-Arabië       | 2 – 0   | WK 2022 kwalificatie            | 3          | 0                                          | 0           |
| 29 maart 2022    | Muscat, Oman           | Oman – China                | 2 – 0   | WK 2022 kwalificatie            | 3          | 0                                          | 0           |
| 14 juni 2022     | Bisjkek, Kirgizië      | Kirgizië – Tadzjikistan     | 0 – 0   | AK 2023 kwalificatie            | 3          | 0                                          | 0           |
| 13 januari 2023  | Hanoi, Vietnam         | Vietnam – Thailand          | 2 – 2   | Vriendschappelijk               | 4          | 0                                          | 0           |
| 24 maart 2023    | Tokio, Japan           | Japan – Uruguay             | 1 – 1   | Vriendschappelijk               | 1          | 0                                          | 0           |
| 17 januari 2024  | Doha, Qatar            | Libanon – China             | 0 – 0   | AK 2023                         | 1          | 0                                          | 0           |
| 26 maart 2024    | Kuala Lumpur, Maleisië | Maleisië – Oman             | 0 – 2   | WK 2026 kwalificatie            | 3          | 0                                          | 0           |
| 19 november 2024 | Riffa, Bahrein         | Bahrein – Australië         | 2 – 2   | WK 2026 kwalificatie            | 2          | 0                                          | 0           |

Laatst bijgewerkt op 27 november 2024.